# جزيرة بونتو
جزيرة بونتو وهي جزيرة من جزر إندونيسيا، وتقع في إقليم غورونتالو ضمن جزر سولاوسي.